# Ойберг
Ойберг (нидерл. Hooiberg — стог сена) — вулканическое образование на острове Аруба, третья по высоте точка на его территории, наиболее известный холм страны. Холм располагается посреди острова и может быть виден практически из любой его точки.
К вершине ведут 562 бетонные ступеньки. В ясный день с вершины можно увидеть побережье Венесуэлы. На вершине холма расположено несколько радиоантенн.